# 1164 w polityce

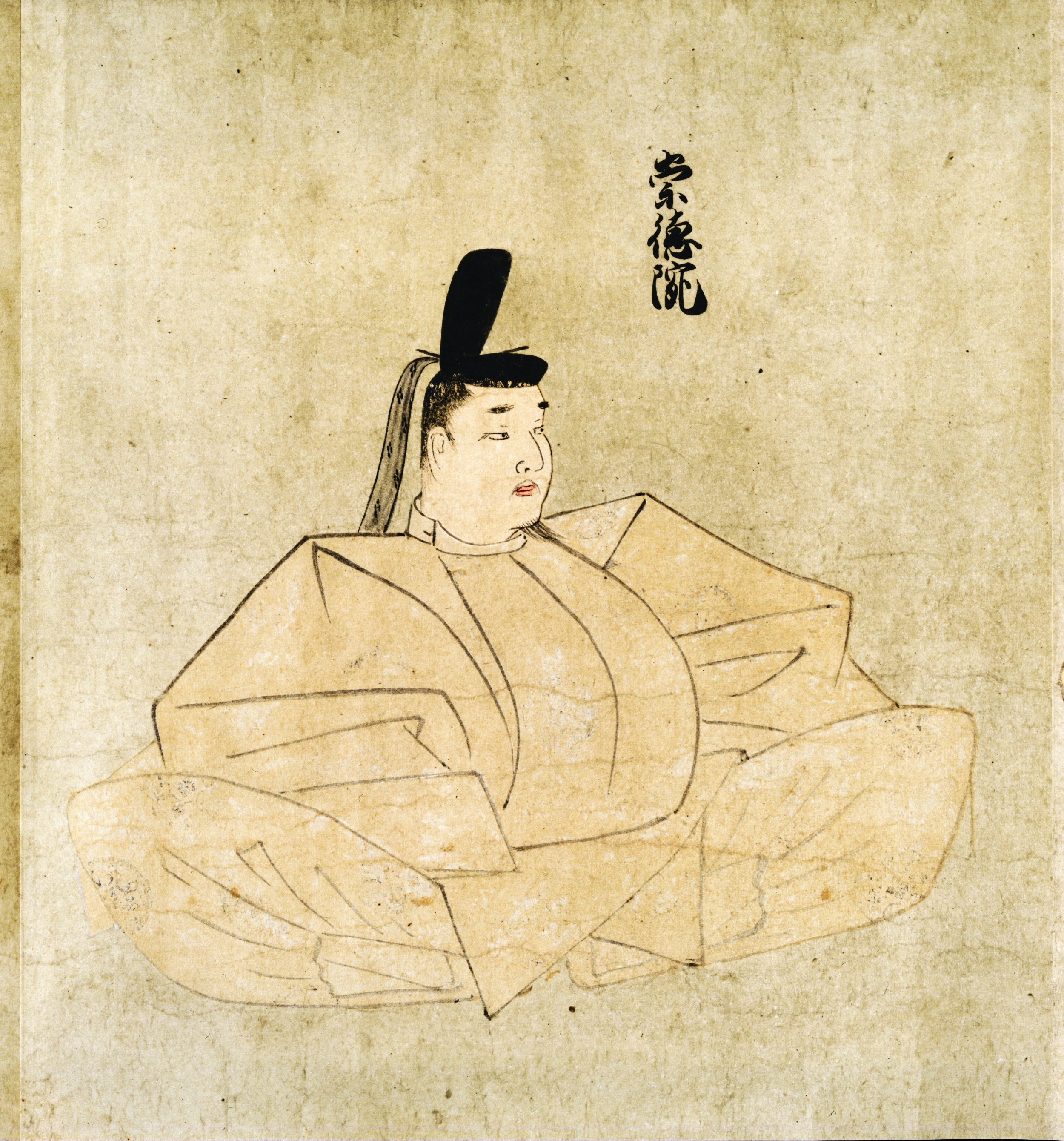
Sutoku

Wydarzenia polityczne w 1164 roku.

## Wydarzenia
- 6 lipca - w bitwie pod Wierzchnem (Verchen) wojska obodryckie dowodzone przez księcia Przybysława zostały pokonane przez wojska saskie dowodzone przez Guncelina ze Schwerinu i Christiana z Oldenburga[1].
- Konstytucje klarendońskie w Anglii, arcybiskup Tomasz Becket wygnany przez Henryka II[2][3][4].
- Antypapieżem został wybrany Paschalis III[2].

## Urodzili się
- 16 lipca Fryderyk V, książę Szwabii[5].

## Zmarli
- 6 lipca - Adolf II z Holsztynu, poległ w bitwie pod Wierzchnem[6]. (ur. 1128)
- 14 września Sutoku, cesarz Japonii[7].